# Meseșenii de Jos
Meseșenii de Jos è un comune della Romania di 3 130 abitanti, ubicato nel distretto di Sălaj, nella regione storica della Transilvania. 
Il comune è formato dall'unione di 4 villaggi: Aghireș, Fetindia, Meseșenii de Jos, Meseșenii de Sus.